# 張震 (外交官)
张震（1930年8月—），出生于上海，中华人民共和国外交官。
1992年5月至1995年3月任中华人民共和国驻烏克蘭特命全权大使。